# Ачисайські рудники
Ачисайські рудники – гірничодобувний комплекс на півдні Казахстану, який провадив розробку Турланського поліметалічного родовища.
Ще в 9 – 10 століттях велась розробка приповерхневих покладів руд в хребті Каратау, зокрема, на родопроявах Ачисай та Каракенсай. Починаючи з 1867-го розробляти Ачисай послідовно пробували кілька підприємців, при цьому за півсотні років звідси вилучили лише біля п’яти сотень тон свинцю. Далі певний обсяг свинцю – біля сотні тон – був виплавлений з руди Турланського родовища за час Громадянської війни в Росії, коли загони червоних активно використовували місцевий свинець для виробництва куль.
За справжню промислову розробку узялись в 1927 році, а наступного 1928-го року заклали Каракенсайську шахту. В подальшому встановили, що Ачисай та Каракенсай є частиною єдиного великого родовища, і в 1930-му узялись за проходження штольні довжиною 1,1 км, яка б сполучила рудник Ачисай з Каракенсайською шахтою. Завершення будівництва Каракенсайської шахти та зазначеної сполучувальної штольні припало на 1932-й, і того ж року запустили збагачувальну фабрику та вузькоколійну залізницю довжиною 75 км, яка дозволяла доправляти продукцію на Чимкентський свинцевий завод (частину найбільш багатих руд первісно спрямували туди навіть без збагачення). Потужність промислу на той час складала біля 100 тисяч тон руди на рік.
Первісно рудники діяли у складі тресту «Казполіметал», а з 1934-го їх передали до складу новоствореного Ачисайського поліметалічного комбінату.
Максимального видобутку на Ачисаї досягнули в 1941 році із рівнем 375 тисяч тон руди (а максимальний видобуток власне свинцю припав на попередній 1940-й рік із обсягом у 51,4 тисяч тон).
Кілька десятків років з Турланського родовища вилучали свинцеві та свинцево-цинкові руди, проте в 1967-му їх запаси добігли завершення. Натомість з 1963-го почали розробку окислених цинкових руд, які проходили переробку неподалік від рудника на спеціально створеному Ачисайському металургійному заводі, що почав роботу в 1967-му та використовував технологію вельцювання.
Станом на середину 1990-х запаси Турланського родовища майже завершились – їх розміри оцінювались у 0,8 млн тон, при цьому унаслідок розробки було видобуто 9,7 млн тон руди, яка вміщувала 0,55 млн тон свинцю та 0,57 млн тон цинку. 1995-й рік, коли видобули лише 14 тисяч тон руди, став останнім в роботі Ачисайських рудників.